# Zamek w Kruszwicy
Zamek  w Kruszwicy – zamek królewski w Kruszwicy jest jednym z wielu budynków ufundowanych przez króla Kazimierza Wielkiego. Obecnie w stanie trwałej ruiny, w II połowie XVI wieku należał do starostwa kruszwickiego.

## Historia

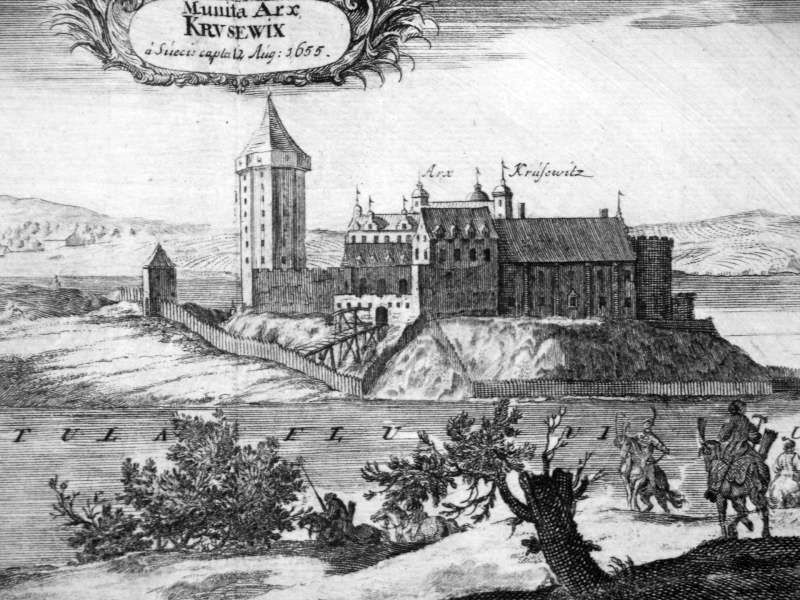
Widok zamku w Kruszwicy w XVII wieku na rysunku Erika Dahlbergha (odbicie lustrzane)

Zamek został wybudowany w latach 1350–1355 z fundacji króla Kazimierza Wielkiego. Władca ten przebywał w Kruszwicy w latach 1358, 1359, 1365 i 1368. Do dziś z zamku przetrwała jedynie wieża, obecnie zwana potocznie Mysią Wieżą, wiązana z podaniem o Popielu, legendarnym władcy Polan lub Goplan. Zamek był siedzibą starostwa, władz sądowych i mieściło się w nim więzienie.
Zamek został wzniesiony na nieregularnym planie z dwoma basztami po zachodniej stronie i bramą od strony wschodniej, i obwiedziony murem obronnym o wysokości 11 metrów. Warownia otoczona była fosą i częstokołem, a w północno-zachodnim narożniku wzniesiono wspomnianą ośmiokątną wieżę (zwaną później Mysią), pełniącą funkcję punktu obserwacyjnego i ostatniego punktu oporu. W ścianach wieży i pozostałościach murów obronnych zachowały się kule armatnie wystrzelone podczas oblężenia.
Zamek spłonął w 1519 roku, po czym został odbudowany. Ponownie warownia spłonęła w 1591 roku.
Zamek został zajęty przez Szwedów w 1655 roku i spalony przez nich w 1657 roku. 
Dawny widok kruszwickiego zamku narysowany został przez Willema Swiddego i Erika Dahlbergha. Ten pierwszy został namalowany tuż po potopie szwedzkim. Rysunek był malowany we Lwowie z pamięci; autor pomylił Gopło z Wisłą. Drugi autor panoramy zamku opublikował rysunek w dziele Pufendorfa o czynach króla Karola Gustawa, które wydano w 1696 roku.
W 1861 roku trwała konserwacja wieży, w czasie której dobudowano schody na wieżę.

## Wygląd

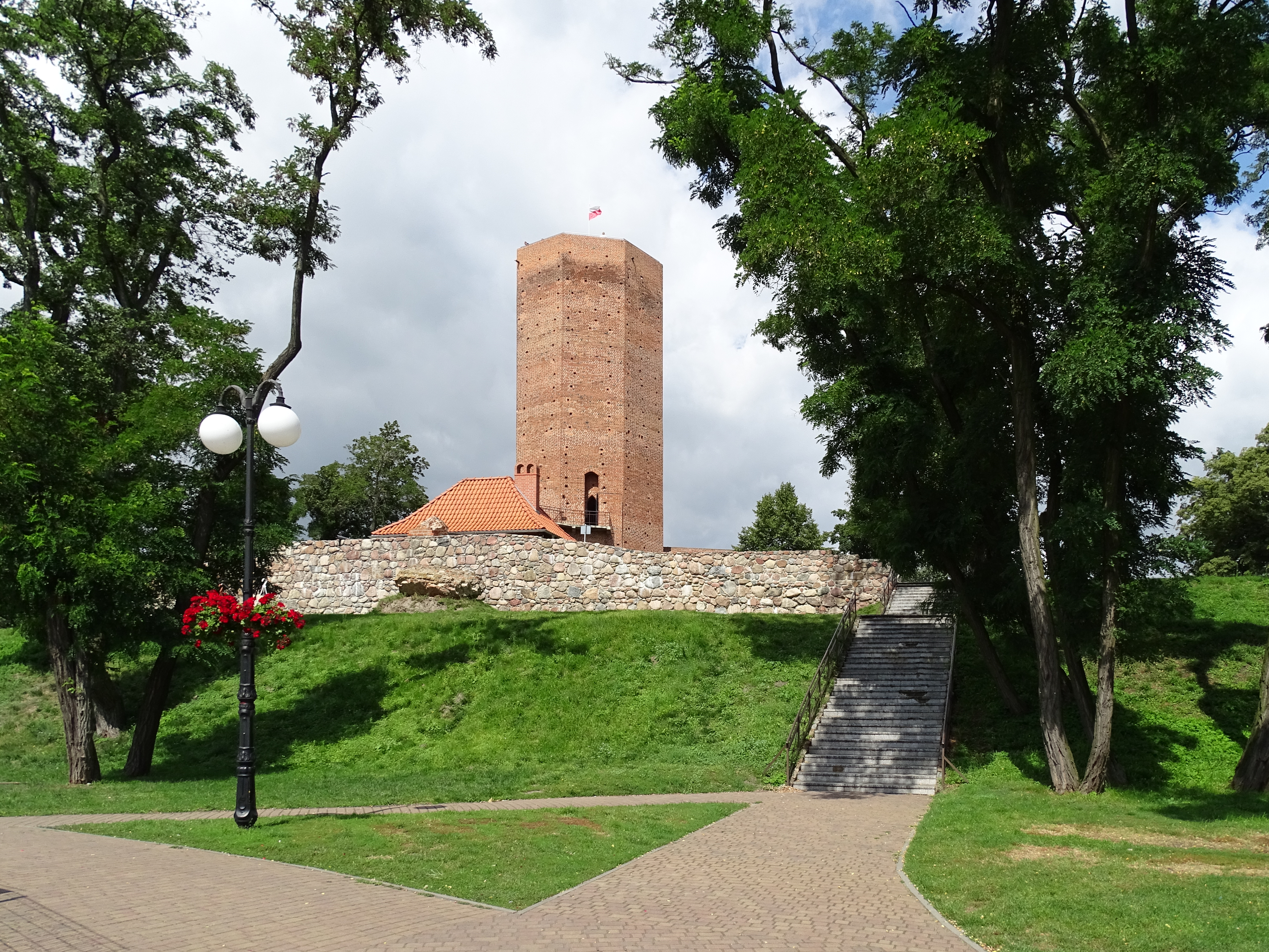

Budynek posiadał mur obronny o wysokości 4 metrów, zbudowany w dolnej części z bloków kamiennych połączonych zaprawą, a w górnej z cegły, do której przylegała gotycka, dwutraktowa budowla mieszkalna. Składała się ona w późniejszej fazie z kilku pomieszczeń połączonych korytarzem. Dobrze zachowały się partie piwniczne budynku, które kryją sklepienia kolebkowe. Na jednej ze ścian odkryto napis A.D. 1591 oraz inicjały. Prawdopodobnie data ta wiąże się z przebudową zamku. W pomieszczeniach zamkowych odkryto szereg cennych zabytków z okresu świetności budowli.